# 卡弗街

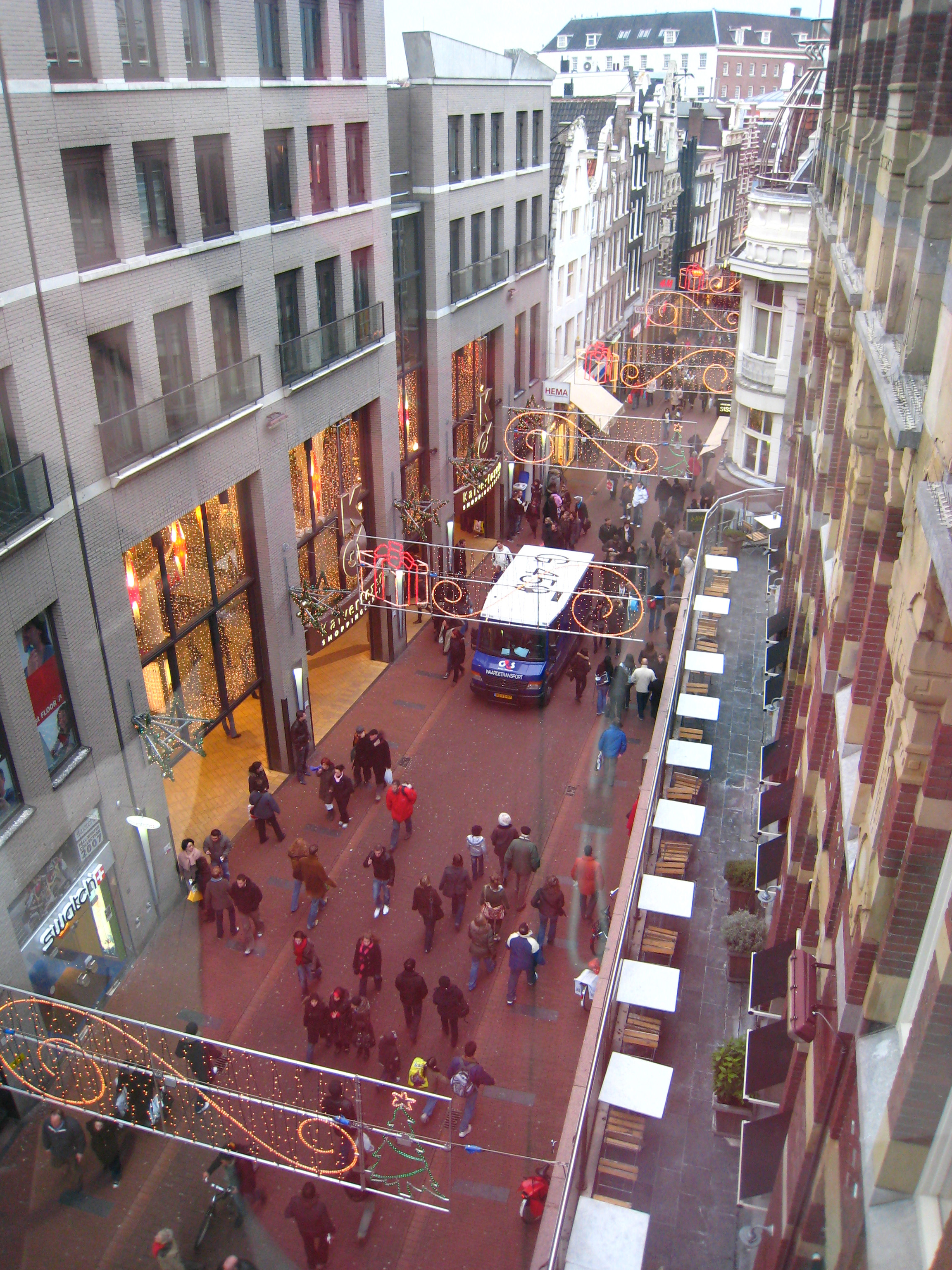
卡弗街

卡弗街（荷蘭語：Kalverstraat），位於荷蘭阿姆斯特丹的一條街道，位於繁華的商業購物區中心。其名稱起源於牛隻市集（荷蘭語：kalvermarkt）。

## 历史
在17世紀之前，這個地方一直是阿姆斯特丹的牛隻交易中心。
這條街道長期是荷蘭最昂貴的地段，根據2016年的統計，每平方公尺租金平均超過3000歐元。